# خوان أوتشوانتيزانا
خوان أوتشوانتيزانا ميليكوا (25 أكتوبر 1912 - 10 فبراير 1998)، المعروف أيضًا باسم خوانيتو أوتشوا، هو لاعب كرة قدم إسباني لعب كمهاجم لنادي ريال مدريد في أوائل الأربعينيات.
عمل لاحقًا كمدير في الخمسينيات والستينيات من القرن العشرين، حيث تولى مسؤولية العديد من الأندية، مثل راسينغ سانتاندير، وريال سرقسطة، وديبورتيفو لا كورونيا، وريال أوفيدو، وأتلتيك بلباو.

## مسيرة اللعب
وُلِد خوان أوتشوانتيزانا في 25 أكتوبر 1912 في بلدة بلينتزيا في بيسكاي، ولكن في فالنسيا بدأ مسيرته الكروية، وانضم إلى صفوف فريق الدرجة الثالثة جيمناستيكو في عام 1933، وعمره 21 عامًا، حيث برز بسرعة عن البقية، لذلك في العام التالي، في عام 1934، تم توقيعه من قبل نادي الدرجة الأولى فالنسيا، والذي لعب معه لموسم واحد فقط، وبدأ في أربع مباريات فقط في الدوري الإسباني. ربما بسبب عدم رضاه عن قلة وقت اللعب، غادر النادي في نهاية الموسم للانضمام إلى فريق الدرجة الثانية أريناس دي جيتكسو، حيث انقطعت مسيرته بسبب اندلاع الحرب الأهلية الإسبانية. بمجرد انتهاء الصراع، عاد إلى أريناس لموسمين آخرين بين عامي 1940 و1942، ثم أمضى فترات قصيرة في باراكالدو (1942-1943)، وديبورتيفو ألافيس، وريال بلد الوليد، وريال مدريد. مع الفريق الأخير، لعب مباراة رسمية واحدة فقط، وهي مباراة في الدوري الإسباني ضد ريال أوفيدو في 5 مارس 1944.
بعد مغادرته مدريد في عام 1945، انضم خوان إلى نادي إندوتشو، الذي كان يلعب في الدرجة الثالثة آنذاك، والذي لعب معه لمدة ثلاث سنوات، حتى عام 1948، عندما تقاعد في سن 36 عامًا.

## المهنة الإدارية
بعد انتهاء مسيرته كلاعب، ظل خوان مرتبطًا بكرة القدم، والآن كمدرب، تولى مسؤولية نادي جيتشو، الذي أشرف عليه في موسم 1951-1952، وبعد ذلك تولى مسؤولية نادي راسينغ سانتاندير، الذي كان في الدرجة الأولى آنذاك، والذي قاده لمدة ثلاثة مواسم، حتى عام 1955، عندما غادر بسبب هبوط النادي. ثم تولى تدريب نادي ساباديل، الذي أشرف عليه لمدة ثلاثة مواسم، من عام 1955 حتى عام 1958، عندما وقع عقدًا مع نادي آخر من الدرجة الأولى، وهو نادي ريال سرقسطة، حيث بقي لمدة موسمين، ونجا من الهبوط في كلتا المناسبتين. في موسمه الأول هناك، استقبل النادي 60 هدفًا في 30 مباراة فقط، واحتل المركز التاسع في الدوري.
بعد فترة قصيرة قضاها على رأس نادي ريكريتيفو دي هويلفا، عين خوان مدربًا جديدًا لنادي مالقا في 25 يوليو 1960، وهو المنصب الذي شغله لمدة عام تقريبًا، حتى 3 يونيو 1961، وأشرف على إجمالي 32 مباراة، والتي انتهت بـ 11 فوزًا و6 تعادلات و15 خسارة، حيث سجل فريقه 43 هدفًا واستقبل 54 هدفًا.
في عام 1961، تولى خوان مسؤولية نادي ديبورتيفو لا كورونيا، الذي قاده إلى الفوز في دوري الدرجة الثانية الإسباني 1961-1962، وبالتالي تحقيق الصعود إلى الدوري الإسباني، وهو الإنجاز الذي أكسبه الانتقال إلى نادي ريال أوفييدو في الدرجة الأولى، حيث بقي هناك لمدة عام واحد فقط، من 8 مايو 1962 حتى 31 مايو 1963. تحت قيادته، حقق ريال أوفييدو خمسة انتصارات متتالية ضد ديبورتيفو (1-0)، وفالنسيا (2-0)، وإشبيلية (2-3)، وأتلتيكو مدريد (3-0)، وسرقسطة (1-0)، وبالتالي حقق رقمًا قياسيًا للنادي.
ثم درب خوان العديد من أندية الدرجة الأولى، مثل أتلتيك بلباو (1963–64)، ديبورتيفو لاكورونيا (1964–65)، بونتيفيدرا (1965–66)، ولاس بالماس (1966–67)، قبل أن يعود أخيرًا إلى دوري الدرجة الثانية في عام 1967، وهو الآن على رأس ريال أوفييدو. في سبتمبر 1967، أشرف على نادي أوفييدو في مباراة ودية ضد نادي بوكا جونيورز الأرجنتيني، الذي كان يقوم بجولة في أوروبا آنذاك، والتي انتهت بخسارة 1-2. في العام التالي، في عام 1968، تولى تدريب نادي الدرجة الثالثة أوساسونا، والذي قاده إلى أكبر انتصار له على الإطلاق في 24 مارس 1969، بفوز ساحق 11-1 على بينيفار.

## موت
توفي خوان أوتشوانتيزانا في 10 فبراير 1998، عن عمر يناهز 85 عامًا.

## الأوسمة

### كمدير
ديبورتيفو دي لا كورونيا
- الدرجة الثانية :
  - الأبطال (1): 1961–62